# Paloh Kayee Kunyet (Ganda Pura)
Paloh Kayee Kunyet is een bestuurslaag in het regentschap Bireuen van de provincie Atjeh, Indonesië. Paloh Kayee Kunyet telt 133 inwoners (volkstelling 2010).